# Filottrano
Filottrano är en ort och kommun i provinsen Ancona i regionen Marche i Italien. Kommunen hade 9 298 invånare (2018).

## Sport
Polisportiva Filottrano Pallavolo, som spelat i serie A1 (högsta serien) i volleyboll för damer kommer från orten.